# (36063) 1999 RD47
1999 RD47 (asteroide 36063) é um asteroide da cintura principal. Possui uma excentricidade de 0.02304010 e uma inclinação de 22.45895º.
Este asteroide foi descoberto no dia 7 de setembro de 1999 por LINEAR em Socorro.